# Коджак, Дауд Тахайсо
Дауд Тахайсо Коджак (араб. داوود قوجق‎; ? — 2016) — иорданский политический деятель.

## Биография
Дауд Коджак родился в Науре в семье черкесских мухаджиров. Занимал различные посты в государственных органах, в частности, был директором Амманского министерства образования. С 1989 по 1993 годы — депутат народного собрания Иордании. Один из организаторов партии «Братья-мусульмане» в Иордании, занимал должность генерального секретаря партии. Умер 4 сентября 2016 года, похоронен в Науре.

## После смерти
Пресс-секретарь «Братьев-мусульман» Бади-аль-Рифае выразил соболезнования от лица партии в связи с смертью Коджак Дауда:
«Братья-мусульмане в Иордании выражают соболезнования в связи со смертью Коджак Дауда. „Абу Усама“ — великий педагог и бывший генеральный секретарь партии, а также один из сановников черкесской и чеченской диаспоры в иордании, который скончался сегодня. Его жизнь была наполнена призыву к единобожию. Профессор Дауд Коджак был депутатом парламента страны в 1989 году и главой Министерства образования в Аммане.» 